# Gutierre de la Cueva
Gutierre de la Cueva (Úbeda, ?-Magaz de Pisuerga, 27 de abril de 1469), obispo de Palencia y conde de Pernía (1461).

## Biografía
Fue hermano de Beltrán de la Cueva, favorito de Enrique IV de Castilla y primer duque de Alburquerque, y por lo tanto hijo de Diego Fernández de la Cueva y de Mayor Alfonso de Mercado.
Fue primeramente prior de Osma, y le fue entregado el obispado de Palencia el 19 de octubre de 1461, momento en que su hermano Beltrán vive su mayor esplendor en la corte castellana, tras haber sido nombrado maestre de Santiago. El condado de Pernía no fue una merced concedida a Gutierre de la Cueva por Enrique IV, sino que tras la conquista de Antequera en 1410, el monarca Juan II de Castilla concedió el condado al obispado, por los servicios prestados por Sancho de Rojas, entonces titular de la silla episcopal, aunque fue el primer obispo que usó la dignidad.
Por su apoyo al bando realista, encabezado por su hermano Beltrán, sufrió fuertes enfrentamientos con los palentinos, partidarios del infante Alfonso de Castilla, quienes llegaron a derribar en 1465 el alcázar y palacio de los obispos en la ciudad.
Falleció en su castillo de Magaz de Pisuerga, Palencia el 27 de abril de 1469, siendo todavía muy joven, y fue llevado a enterrar al monasterio de San Francisco de Cuéllar, Segovia, señorío de su hermano Beltrán y panteón del Ducado de Alburquerque, al que por testamento dejó heredero universal de todos sus bienes.

## Mausoleo en Cuéllar
En 1464 cuando Beltrán de la Cueva llegó al señorío de la villa, adquirió el patronato de la capilla mayor del monasterio de San Francisco, que amplió y dotó majestuosamente, en una clara competición con lo que su enemigo, Juan Pacheco hizo años antes en El Parral de Segovia. En su testamento dejó dispuesto que se construyeran varios sepulcros de alabastro para él, para sus tres esposas y para su hermano Gutierre. Ya estaban construidos en 1525 y están considerados como una de las mejores obras llevadas a cabo por Vasco de la Zarza, autor del conjunto. A principios del siglo xx fueron vendidos a la Sociedad Hispánica de América de Nueva York, quien presume de poseer uno de los ejemplos más bellos de la escultura renacentista española que se conservan en Estados Unidos. También se encuentran restos del sepulcro en el Museo Arqueológico de Valladolid y en el ayuntamiento de Cuéllar.